# Apochthonius coecus
Apochthonius coecus är en spindeldjursart som först beskrevs av Alpheus Spring Packard 1884.  Apochthonius coecus ingår i släktet Apochthonius och familjen käkklokrypare. Inga underarter finns listade i Catalogue of Life.